# Lobelia parva
Lobelia parva är en klockväxtart som beskrevs av Badré och Thérésien Cadet. Lobelia parva ingår i släktet lobelior, och familjen klockväxter.
Artens utbredningsområde är Réunion. Inga underarter finns listade i Catalogue of Life.